# Franz Joseph Nuß
Franz Joseph Nuß (auch: Nuss; * 26. Februar 1775 in Geilenkirchen; † 3. Juli 1842) war ein deutscher Jurist und kurzzeitig kommissarischer Bürgermeister der Stadt Mülheim am Rhein. 

## Leben
Nuß studierte Rechtswissenschaft und trat 1811 als Notar in den Justizdienst zu 
Mülheim am Rhein, den er bis zu seinem Tode versah. Während der Befreiungskriege schloss er sich als Offizier der Landwehr an. Vom 18. Mai 1815 bis zum 26. Mai 1837 war Nuss Zweiter Beigeordneter der Stadt Mülheim und vom 19. Februar 1820 bis zum 17. Dezember 1820 verwaltete er interimistisch das Bürgermeisteramt.  
1839 wurde ihm von Friedrich Wilhelm III. der Titel eines Justizrates verliehen.